# Islands (film)
Pour les articles homonymes, voir Islands.
Pour plus de détails, voir Fiche technique et Distribution.
Islands est une comédie dramatique allemande réalisée par Jan-Ole Gerster et sortie en 2025,.

## Fiche technique
Sauf indication contraire, les informations mentionnées dans cette section peuvent être confirmées par les bases de données cinématographiques IMDb et Allociné,  présentes dans la section « Liens externes ».
- Titre original : Islands
- Réalisation : Jan-Ole Gerster
- Scénario : Jan-Ole Gerster, Blaž Kutin et Lawrie Doran
- Musique : Dascha Dauenhauer
- Décors : Cora Pratz
- Costumes : Camila Rocha de Souza
- Photographie : Juan Sarmiento Grisales
- Son :
- Montage : Antje Zynga et Matthew Newman
- Production : Maximilian Leo et Jonas Katzenstein
- Société de production : Augenschein Filmproduktion et Leonine
- Société de distribution : Jour2fête
- Pays de production :  Allemagne
- Langue originale : allemand
- Format : Comédie dramatique
- Durée : 123 minutes
- Dates de sortie :
  - Allemagne :
    - 16 février 2025 (Berlin)
    - 8 mai 2025 (en salles)

  - France : 2 juillet 2025

## Distribution
- Sam Riley : Tom
- Stacy Martin : Anne
- Jack Farthing : Dave
- Dylan Torrell : Anton
- Pep Ambròs : Jorge
- Bruna Cusí : Maria
- Ramiro Blas : Mazo
- Ahmed Boulane : Rafik
- Fatima Adoum : Amina